# Севир (округ, Теннесси)
Округ Севир (англ. Sevier County) располагается в штате Теннесси, США. Официально образован 28 сентября 1794 года. По состоянию на 2010 год, численность населения составляла 89 889 человек.

## География
По данным Бюро переписи США, общая площадь округа равняется 1546,232 км2, из которых 1533,282 км2 — суша, и 12,950 км2, или 0,910 % — это водоёмы.

## Население
По данным переписи населения 2010 года в округе проживает 89 889 жителей в составе 37 583 домашних хозяйства. Плотность населения составляет 46,00 человек на км2. На территории округа насчитывается 37 252 жилых строений, при плотности застройки около 24,00-х строений на км2. Расовый состав населения: белые — 97,27 %, афроамериканцы — 0,56 %, коренные американцы (индейцы) — 0,32 %, азиаты — 0,55 %, гавайцы — 0,02 %, представители других рас — 0,42 %, представители двух или более рас — 0,85 %. Испаноязычные составляли 1,24 % населения независимо от расы.
В составе 30,70 % из общего числа домашних хозяйств проживают дети в возрасте до 18 лет, 59,30 % домашних хозяйств представляют собой супружеские пары, проживающие вместе, 10,10 % домашних хозяйств представляют собой одиноких женщин без супруга, 26,80 % домашних хозяйств не имеют отношения к семьям, 22,00 % домашних хозяйств состоят из одного человека, 7,90 % домашних хозяйств состоят из престарелых (65 лет и старше), проживающих в одиночестве. Средний размер домашнего хозяйства составляет 2,48 человека, и средний размер семьи — 2,88 человека.
Возрастной состав округа: 23,00 % — моложе 18 лет, 8,30 % — от 18 до 24, 29,80 % — от 25 до 44, 26,30 % — от 45 до 64, и 26,30 % — от 65 и старше. Средний возраст жителя округа — 38 лет. На каждые 100 женщин приходится 95,90 мужчин. На каждые 100 женщин старше 18 лет приходится 92,20 мужчин.
Средний доход на домохозяйство в округе составлял 34 719 USD, на семью — 40 474 USD. Среднестатистический заработок мужчины был 27 139 USD против 20 646 USD для женщины. Доход на душу населения составлял 18 064 USD. Около 8,20 % семей и 10,70 % общего населения находились ниже черты бедности, в том числе — 13,10 % молодежи (тех, кому ещё не исполнилось 18 лет) и 10,10 % тех, кому было уже больше 65 лет.